# Nadpłynność systemu bankowego
Nadpłynność systemu bankowego – zadłużenie banku centralnego w prywatnych bankach w celu utrzymywania rezerw walutowych państwa na poziomie większym niż ilość pieniądza w obiegu.
W Polsce Narodowy Bank Polski posługuje się pojęciem płynności sektora bankowego. Nadpłynność sektora bankowego jest definiowana jako „nadwyżka środków pozostająca w sektorze bankowym ponad wymagany poziom rezerwy obowiązkowej, obliczana w odpowiednich okresach utrzymywania rezerwy. Miarą nadpłynności jest saldo przeprowadzanych przez bank centralny operacji otwartego rynku oraz depozytowo-kredytowych”.
Informacja o płynności sektora bankowego podawana jest przez NBP w Sprawozdaniu z wykonania polityki pieniężnej. W 2013 nadpłynność sektora bankowego utrzymywała się. Jej średni poziom w roku 2013 wyniósł 126,541 mln PLN, tj. o 30,235 mln PLN (31,4%) więcej niż w 2012.